# Partecipanti al Tour de France 1911
Qui di seguito viene riportato l'elenco dei partecipanti al Tour de France 1911.

## Corridori per squadra
Nota: R ritirato, NP non partito, FT fuori tempo massimo, S squalificato
| La Française  | La Française       | La Française  | Automoto | Automoto            | Automoto | Isolati | Isolati              | Isolati |
| ------------- | ------------------ | ------------- | -------- | ------------------- | -------- | ------- | -------------------- | ------- |
| 1             | Octave Lapize      | R 4ª          | 31       | Alfred Faure        | 18º      | 127     | Henri Anthoine       | R 1ª    |
| 2             | Émile Georget      | 3º            | 32       | Georges Paulmier    | 16º      | 128     | Ferdinand Payan      | R 6ª    |
| 3             | Lucien Mazan       | R 1ª          | 33       | François Lafourcade | R 7ª     | 129     | Ferdinand Lafourcade | R 4ª    |
| 4             | Georges Passerieu  | R 2ª          | 34       | Edouard Leonard     | 21º      | 131     | Georges Fleury       | R 8ª    |
| 5             | Charles Crupelandt | 4º            | 35       | Maurice Leturgie    | R 1ª     | 132     | Louis Colsaet        | 24º     |
| 6             | Marcel Godivier    | 6º            | 36       | Constant Niedergang | R 2ª     | 134     | Pierre Dane          | R 1ª    |
| 7             | Paul Duboc         | 2º            | 37       | Ernest Ricaux       | 26º      | 135     | Roger Rivière        | R 1ª    |
| 8             | Alphonse Charpiot  | R 14ª         | Isolati  | Isolati             | Isolati  | 136     | Léon Riche           | R 1ª    |
| 9             | Charles Cruchon    | 7º            | 101      | Louis Poyet         | R 1ª     | 137     | Édouard Wattelier    | R 10ª   |
| 10            | Julien Maitron     | 14º           | 103      | Edouard Chaudron    | R 5ª     | 138     | Louis Bonino         | R 2ª    |
| Alcyon-Dunlop | Alcyon-Dunlop      | Alcyon-Dunlop | 104      | Pietro Ghislotti    | 27º      | 139     | Adrien Melaye        | NP 1ª   |
| 11            | François Faber     | R 12ª         | 105      | André Kuhm          | R 1ª     | 141     | Charles Dumont       | R 10ª   |
| 12            | Gustave Garrigou   | 1º            | 106      | Julien Gabory       | R 12ª    | 143     | Ottavio Pratesi      | 17º     |
| 13            | Louis Trousselier  | R 3ª          | 107      | Paul Trippier       | R 4ª     | 146     | Pierino Fiore        | R 1ª    |
| 14            | Ernest Paul        | 8º            | 108      | Jean Brethoux       | R 2ª     | 148     | Aloïs Catteau        | R 5ª    |
| 15            | Eugène Christophe  | R 12ª         | 109      | Lucien Roquebert    | 28º      | 149     | Robert Lamon         | R 3ª    |
| 16            | André Blaise       | R 3ª          | 110      | Léon Rabot          | R 10ª    | 150     | Paul Deman           | 13º     |
| 17            | Louis Heusghem     | 5º            | 112      | André Thieullens    | R 5ª     | 151     | Vincent D'Hulst      | 19º     |
| 18            | Jules Masselis     | R 5ª          | 113      | Henri Alavoine      | R 13ª    | 152     | Eugène Merville      | R 1ª    |
| 19            | Maurice Brocco     | R 11ª         | 115      | Lucien Leman        | R 9ª     | 153     | Victor Cathera       | R 1ª    |
| 20            | René Vandenberghe  | R 3ª          | 116      | Paul Coppens        | R 6ª     | 157     | Eugène Moura         | R 1ª    |
| Le Globe      | Le Globe           | Le Globe      | 117      | Charles Pavese      | R 9ª     | 158     | Emile Lachaise       | NP 3ª   |
| 21            | Henri Cornet       | 12º           | 118      | François Lemoigne   | R 2ª     | 159     | Jules Deloffre       | 15º     |
| 22            | Henri Devroye      | 10º           | 119      | Henri Ivon          | R 5ª     | 165     | Marius Vilette       | 25º     |
| 23            | Maurice Pardon     | 23º           | 120      | Raphaël Galiero     | R 6ª     | 166     | Raymond Harquet      | R 9ª    |
| 24            | Frédéric Saillot   | R 5ª          | 122      | Georges Devilly     | R 5ª     | 167     | Antoine Wattelier    | R 10ª   |
| 25            | Philippe Pautrat   | R 7ª          | 124      | Ernest Gargat       | R 9ª     | 168     | Georges Nemo         | R 1ª    |
| 26            | Albert Dupont      | 9º            | 126      | Paul Armbruster     | R 3ª     |         |                      |         |
| 27            | Constant Menager   | 22º           |          |                     |          |         |                      |         |
| 28            | Firmin Lambot      | 11º           |          |                     |          |         |                      |         |
| 29            | Lucien Pothier     | 20º           |          |                     |          |         |                      |         |
| 30            | Jules Nempon       | R 13ª         |          |                     |          |         |                      |         |